# Український правопис 1990 року
Правопис є основою писемно-літературної мови, створеною в процесі розвитку суспільства. Історія українського правопису розпочинається з кінця минулого тисячоліття. Його формування відбувалося на основі правописних традицій давньоукраїнської мови за фонетичним принципом, де написання копіює вимову. Основою правопису є графіка, орфографія й пунктуація. Постійний розвиток української мови, її відкритість і динамічність зумовлюють періодичну зміну та удосконалення орфографічних і пунктуаційних правил.  Остаточне становлення українського правопису відбулося на початку ХХ століття.   
Найбільш актуально постало питання удосконалення українського правопису з початком «перебудови». 

## Історія
Український правопис 1990 року є третьою редакцією правопису, починаючи від першого видання правопису 1946 року та другого його видання 1960 року.  У передмові до  "Український правопис. 3-є видання, виправлене й доповнене. К.:Наукова думка, - 1990" зазначається важливість дбайливого ставлення до збереження стабільності українського правопису, бо це є ознакою високої суспільної культури. Однак постійний розвиток науково-технічного прогресу призводить до утворення нових словоформ, що сприяє розширенню словникового запасу української мови та вимагає чітких правил їх уживання, закріплених на законодавчому рівні.   
Робоча група при інституті мовознавства ім. О. О. Потебні АН УРСР, до складу якої входили наукові співробітники А. Бурячок, С. Головащук і Г. Колесник, розпочала роботу із внесення змін та доповнень до другої редакції "Українського правопису". Орфографічна комісія при АН УРСР розглянула запропонований робочою групою проєкт третього видання "Українського правопису" та внесла до нього певні зауваження. Обговорювався проєкт українського правопису і в Товаристві української мови ім. Т. Шевченка під керівництвом Дмитра Павличка. Після обговорення та з урахуванням усіх змін, доповнень і зауважень Орфрграфічною комісією 14 листопада 1989 року було затверджено новий варіант правопису, де відобразилися окремі елементи харківського правопису.   
Таким чином було сформовано третє видання Українського правопису, що вийшло друком у 1990 році в кількості 50 000 примірників. Проте робота над удосконаленням цієї редакції тривала до 1992 року. Масовий друк нової редакції українського правопису було передбачено постановою Кабінету Міністрів України № 309 від 8 червня 1992 р. Примірники нового правопису до широкої аудиторії потрапили в 1993 році. Відтак ця редакція Українського правопису має дві назви: «Український правопис 1990 року» та «Український правопис 1993 року».

## Основні зміни

### Відмінності з попереднім правописом
- Відновлено традиційне розташування літер в абетці.

- У складі української абетки було відновлено літеру Ґ, котру звідти видалили ще в 1933 році, Її продовжили використовувати у загальних назвах, що мали давніше запозичення: ґвалт, ґрати, ґанок, ґатунок, ґрунт.
- Кількість винятків у відтворенні на письмі слів іншомовного походження було зменшено.
- Спрощено написання складних слів.
- Кличний відмінок (за радянських часів називався «клична форма» і вважався необов'язковим) також повернувся до української абетки.

### Відмінності з сучасним правописом
- У редакції правопису 1990 року більш уживаною була термінологічна одиниця літера, а не буква серед пояснень правописних норм. У наступних редакціях правопису літера стала менш уживаною через своє запозичення з латинської мови. Найбільш питомим для української мови є використання терміна буква. [1]
- Для позначення літер у словах, що є похідними з давньоукраїнської мови, використовувася термін "давньоруський". У пізніших редакціях українського правопису його було замінено терміном "давньоукраїнський".[1]

### Зміст українського правопису редакції 1990 року
Редакція правопису 1990 року складається з п'яти великих розділів (як і редакція правопису 2019 р.).
1. Правопис частин основи слова.
2. Правопис закінчень відмінюваних слів.
3. Правопис слів іншомовного походження.
4. Правопис власних назв.
5. Уживання розділових знаків.